# Cyamopsis
Cyamopsis es un género de plantas de la familia Fabaceae. Sus especies están distribuidas por África, Asia y el Pacífico. Comprende 7 especies descritas y de estas, solo 5 aceptadas.

## Descripción
Es una hierba erecta, con ramas pubescentes, pelos lanosos. Las hojas imparipinnadas; foliolos 3-7, enteros o dentados; estípulas pequeñas. La inflorescencia es un racimo axilar con brácteas caducas. Cáliz oblicuo, el diente más bajo más largo. La corola violácea.  Frutas longitudinalmente estriadas, pico, con tabiques entre las semillas.

## Taxonomía
El género fue descrito por Nicholas Edward Brown y publicado en Journal of Botany, British and Foreign 66: 141. 1928.

## Especies aceptadas
A continuación se brinda un listado de las especies del género Cyamopsis aceptadas hasta julio de 2014, ordenadas alfabéticamente. Para cada una se indica el nombre binomial seguido del autor, abreviado según las convenciones y usos. 
- Cyamopsis dentata  (N.E.Br.) Torre
- Cyamopsis psoraloides DC.
- Cyamopsis senegalensis
- Cyamopsis serrata
- Cyamopsis tetragonoloba (L.) Taub.